# Pterolophia sanghiriensis
Pterolophia sanghiriensis là một loài bọ cánh cứng trong họ Cerambycidae.